# Saint-Laurent-d’Aigouze
Saint-Laurent-d’Aigouze (okzitanisch Sent Laurenç de Gosa) ist eine südfranzösische Gemeinde im Département Gard in der Region Okzitanien. Sie gehört zum Arrondissement Nîmes und zum Kanton Aigues-Mortes. Saint-Laurent-d’Aigouze hat 3651 Einwohner (Stand: 1. Januar 2022), die Saint-Laurentais genannt werden.

## Geografie

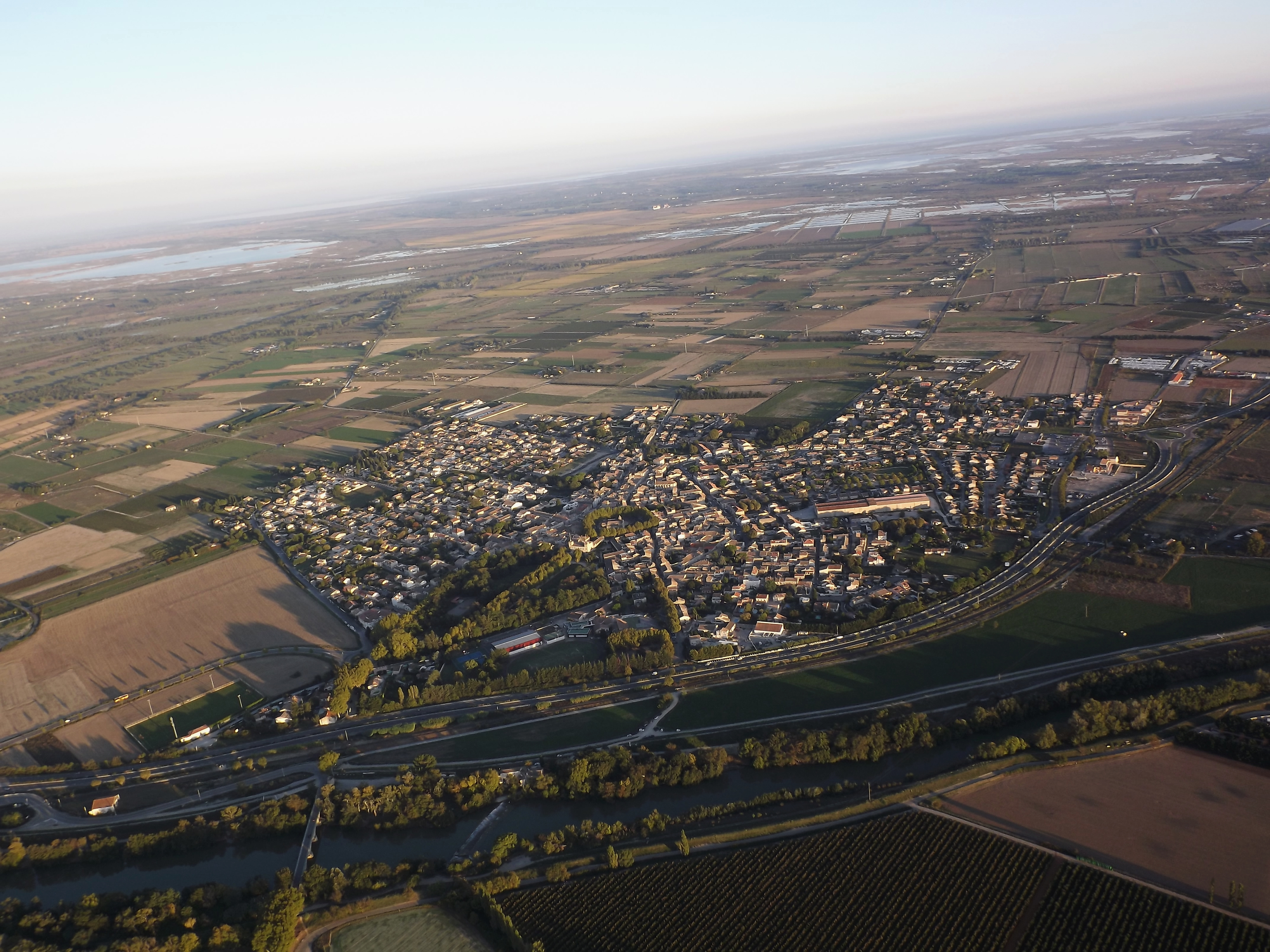
Luftbild der Gemeinde

Saint-Laurent-d’Aigouze liegt am Fluss Vidourle. Umgeben wird Saint-Laurent-d’Aigouze von den Nachbargemeinden Aimargues im Norden, Le Cailar im Osten und Nordosten, Vauvert im Osten, Saintes-Maries-de-la-Mer im Südosten, Aigues-Mortes im Süden und Südwesten sowie Marsillargues im Westen.

## Geschichte
Spuren erster Besiedlung finden sich in der Gemeinde seit dem 6. Jahrhundert.

### Bevölkerungsentwicklung
| Jahr      | 1962 | 1968 | 1975 | 1982 | 1990 | 1999 | 2006 | 2017 |
| --------- | ---- | ---- | ---- | ---- | ---- | ---- | ---- | ---- |
| Einwohner | 1862 | 1862 | 1728 | 1730 | 2323 | 2738 | 3152 | 3474 |

## Sehenswürdigkeiten

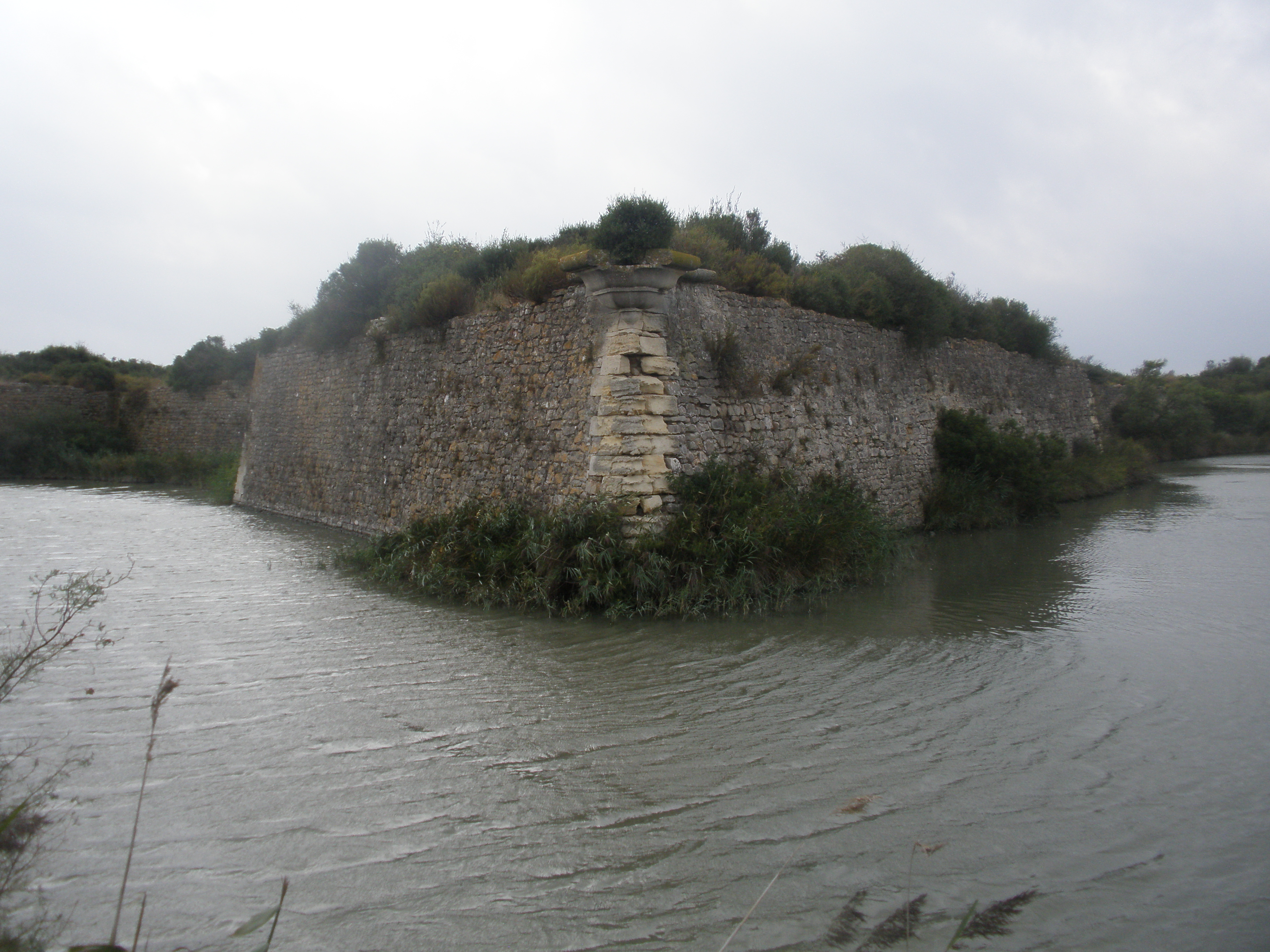
Fort Peccais

- Carbonnière-Turm, Rest der Befestigungsanlage aus dem 14. Jahrhundert, seit 1903 Monument historique
- frühere Abtei von Psalmodie, begründet im 5. Jahrhundert, seit 1984 Monument historique
- Schloss Calvières aus dem 17. und 19. Jahrhundert, seit 2001 Monument historique
- Kirche Saint-Laurent, Anfang des 18. Jahrhunderts errichtet
- evangelisch-reformierte Kirche, Anfang des 19. Jahrhunderts im neoklassizistischen Stil errichtet
- Arena Guy Hogon, Stierkampfarena
- Rathaus aus dem 17./18. Jahrhundert
- Reste des Fort Peccais aus der ersten Hälfte des 17. Jahrhunderts, seit 1978 Monument historique

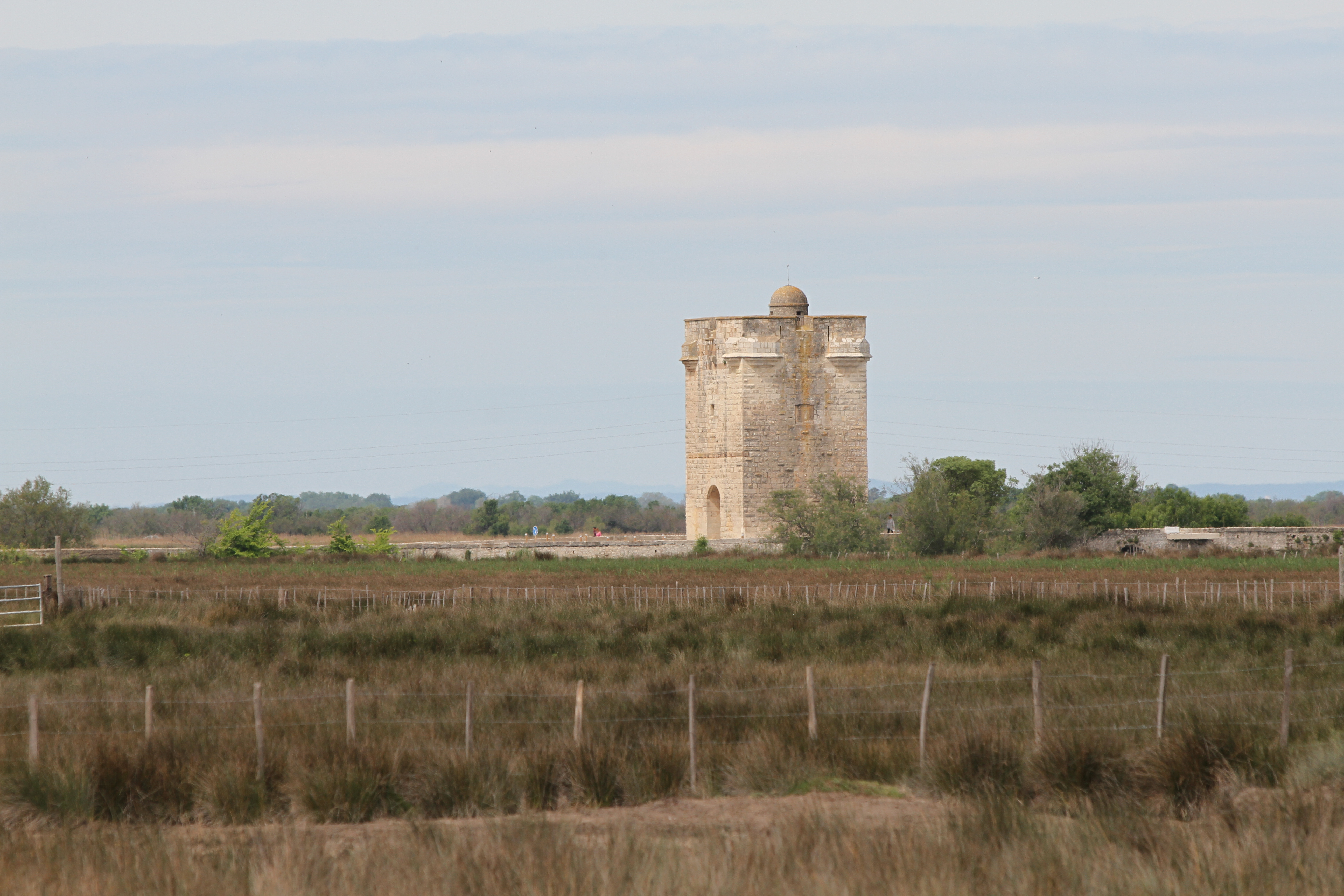
Carbonnière-Turm vom Canal du Rhône aus betrachtet